# Rambla Casino

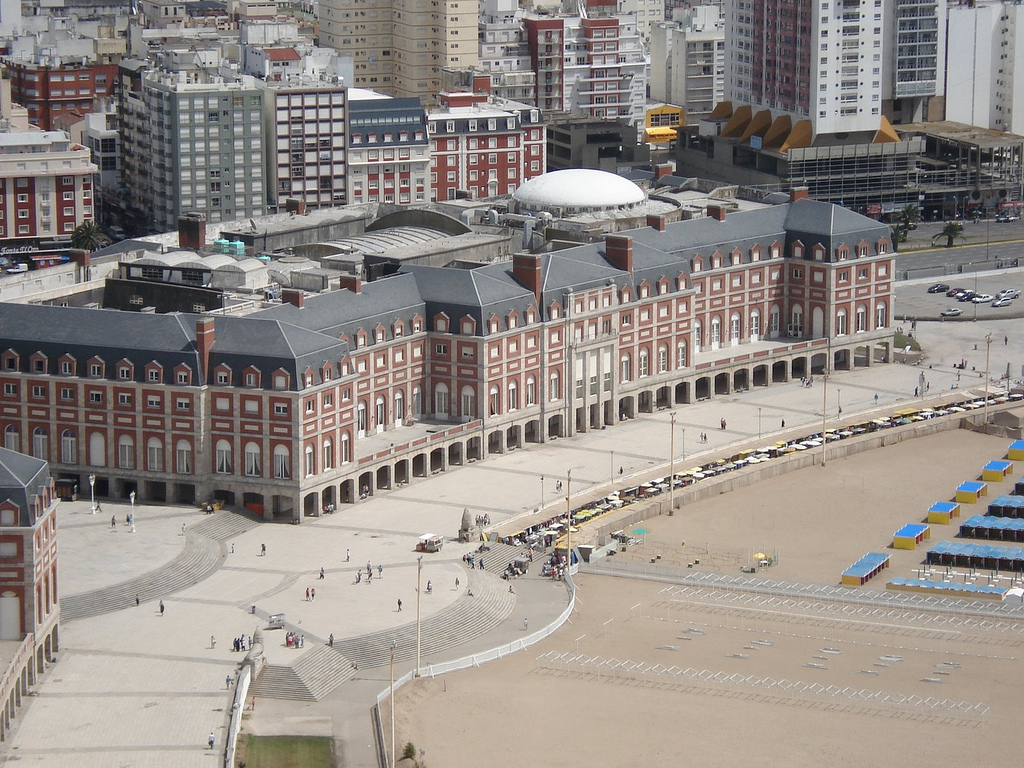
Vista aérea del Casino Central y la rambla

La Rambla Casino es la principal rambla en la ciudad de Mar del Plata. Diseñada por el arquitecto Alejandro Bustillo, forma un conjunto monumental coronado por los edificios del Casino Central y el Hotel Provincial, gemelos. También comprende la Plaza Almirante Brown, que separa ambas construcciones, y un conjunto de piletas techadas, hoy transformado en feria de compras.

## Historia
La ciudad de Mar del Plata tuvo desde sus comienzos en la década de 1880, conjuntos de puestos y locales comerciales agrupados sobre la playa. Luego de esta serie de agrupamientos precarios, en 1912 una comisión municipal encaró en el proyecto de la Rambla Bristol, encargada a los arquitectos Carlos Agote y Alberto de Gainza (los mismos del Edificio La Prensa en Buenos Aires).
Esta rambla de estilo academicista francés, estuvo acompañada por un conjunto de parques y jardines públicos llamado Paseo General Paz, diseñado por el paisajista Charles Thays y que adornaba la costanera desde el Hotel Bristol hasta la zona del Torreón del Monje.

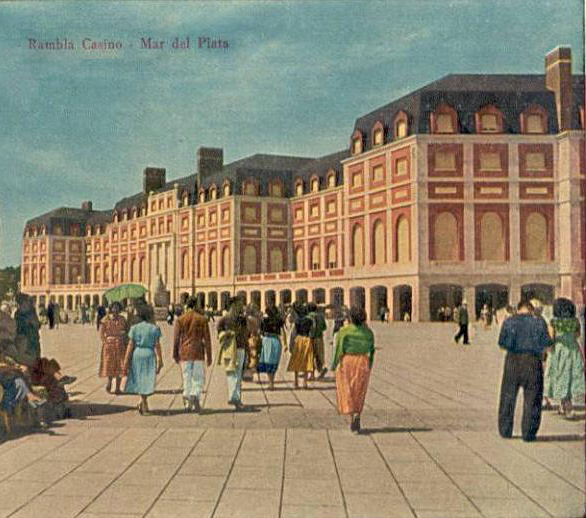
Lobo marino tallado por José Fioravanti y Hotel Provincial (ca. 1950)

Durante la década de 1930 gobernó la Provincia de Buenos Aires el político conservador y filofascista Manuel Fresco, que siguiendo las corrientes que comenzaban a tener mayor peso en Europa, se interesó por las políticas populares de masas y de un estado fuerte e intervencionista. Mar del Plata dejaba de ser el balneario aristocrático y exclusivo de la clase alta porteña, para transformarse en una ciudad accesible para las clases medias y el turismo sindical.
Para lograr esta transformación, realizó dos obras fundamentales: la pavimentación de la Ruta 2, conectando el balneario con Buenos Aires, y un ambicioso proyecto urbano que reemplazaría a la Rambla Bristol y se construiría sobre los extensos terrenos del Paseo General Paz. Para ello, contactó al arquitecto Alejandro Bustillo, hermano de su ministro José María Bustillo y gran personalidad de la arquitectura de raíces clásicas en la Argentina.
La nueva rambla tendría que adaptarse a la gran escala que tomaría la ciudad, y tenía que incluir un casino y un hotel de categoría, dando un conjunto monumental. Bustillo tomó influencias de la arquitectura impulsada por personajes como Albert Speer, mientras para los edificios diseñó fachadas en estilo Luis XIII, usando el ladrillo visto y falsas mansardas de hormigón armado para dar una imagen pintoresca y muy distintiva. Para la rambla, eligió piezas de travertino para recubrir el paseo.
La construcción avanzó con gran velocidad, mientras al mismo tiempo se demolía a pico y pala la antigua Rambla Bristol, cuyo deterioro ya era avanzado por haber sido construida demasiado cercana al punto de marea alta. El casino fue inaugurado en 1939 y la rambla coronada por dos estatuas de lobos marinos diseñadas por José Fioravanti fue inaugurada por el presidente Ramón Castillo en 1941, mientras el hotel se demoró hasta 1950.
En 1977, se implantó en la plaza seca el Monumento al Almirante Guillermo Brown, obra del escultor argentino Wilfredo Viladrich, ocupando el espacio en donde Bustillo había imaginado originalmente un obelisco monumental y monolítico.